# Hersbruck
Hersbruck település Németországban, azon belül Bajorországban. Lakosainak száma 12 772 fő (2023. december 31.).

## Népesség
A település népessége az elmúlt években az alábbi módon változott:
| Lakosok száma | 3277 | 8946 | 8958 | 11 479 | 12 150 | 12 132 | 12 388 | 12 481 | 12 548 | 12 772 |
|               | 1875 | 1950 | 1975 | 1987   | 2012   | 2014   | 2016   | 2017   | 2021   | 2023   |